# Eugeniusz Ajewski
Niektóre z zamieszczonych tu informacji wymagają weryfikacji.
Dokładniejsze informacje o tym, co należy poprawić, być może znajdują się w dyskusji tego artykułu.
 Po wyeliminowaniu niedoskonałości należy usunąć szablon {{Dopracować}} z tego artykułu.
Eugeniusz Ajewski, konspiracyjne nazwisko Andrzej Morski, ps. „Kotwa” (ur. 17 grudnia?/30 grudnia 1915 we Władywostoku, zm. 8 maja 2006 w Warszawie) – żołnierz podziemia podczas II wojny światowej, podpułkownik, architekt, sędzia bokserski.

## Życiorys
Syn Stanisława i Marii Mirowskiej. Wykształcenie przed wojną: uczeń IV Gimnazjum Miejskiego, student podziemnego Wydziału Budowniczego Politechniki Warszawskiej, praktyka u Wawelberga. Był harcerzem.
W wojnie obronnej 1939 roku walczył w 18 pułku artylerii lekkiej z Grupy Operacyjnej „Narew”. Jako dowódca działonu odzyskał 2 utracone działa. Po przerwaniu walk próbował podjąć studia we Lwowie. Aresztowany przez NKWD 3 października 1939 roku.
W październiku 1939 roku zaraz po powrocie do Warszawy rozpoczął działalność konspiracyjną. Wraz z kapitanem Jackiem Januszem Wyszogrodzkim ps. „Jacek”, złożył przysięgę na ręce ppłk. Franciszka Juliana Znamirowskiego ps. „Profesor”.
Zarobkowo pracował jako robotnik budowlany i student na Wydziale Architektury u prof. Stefana Władysława Bryły na tajnej Politechnice Warszawskiej.
W tym czasie zajmował się działalnością sabotażową na budowlach niemieckich. Materiały sabotażowe były dostarczane przez kpt. Piotra Wojtyńskiego ps. „Tygrys”, z szefostwa Komendy Głównej Armii Krajowej. Ważniejsze akcje, dokonania: wykolejanie pociągów, spalenie kilku strategicznych dla okupanta obiektów wojskowych. Wśród żołnierzy niemieckich wyjeżdżających na front prowadził (bardzo ryzykowną dla siebie) dywersję moralną. Organizował zdobywanie broni, zajmował się szkoleniem.
Był dowódcą II plutonu w 3. kompanii szturmowej IV Rejonu Obwodu Mokotów. W powstaniu warszawskim walczył od 1 sierpnia na Mokotowie w pułku „Baszta”. Po nieskutecznym natarciu na koszary na ul. Rakowieckiej na rozkaz dowódcy batalionu IV Rejonu wycofał się z gmachu SGGW. Był zastępcą dowódcy komp. 02. „Wihtala”, por. Witolda Janiszewskiego. Od 25 września jako dowódca kompanii w batalionie „Olza”. Po kapitulacji Mokotowa wzięty do niewoli, uciekł z konwoju i trafił do partyzantki w grójeckiem.
Po wojnie zajmował się rozwojem harcerstwa i sportu. Przez 45 lat był sędzią bokserskim. Do chwili śmierci członek władz Światowego Związku Żołnierzy AK, przewodniczący Komisji Historycznej i redaktor „Biuletynu Informacyjnego” Okręgu Warszawskiego ŚZŻAK. Działacz zaangażowany w powstanie Muzeum Powstania Warszawskiego.
Przez 6 lat członek Komisji Budowy Muzeum Powstania Warszawskiego. Członek Rady Honorowej Budowy Muzeum Powstania Warszawskiego. Twórca 10 pomników „Baszty” oraz „Kotwicy” na Kopcu Powstania Warszawskiego. Autor siedmiotomowej monografii „Mokotów Walczy 44”, prowadził „Złote Księgi”, „Baszta”, TOnZ, WOZB, SZŻAK, i inne opracowania. Członek oddziału warszawskiego Stowarzyszenia Architektów Polskich.
Wszystkie materiały i dokumenty zebrane podczas publikacji Mokotów Walczy 1944 zostały przekazane przez autora do Muzeum Historycznego miasta stołecznego Warszawy (do czasu powstania planowanego Muzeum AK i powstania 1944). W 2008 ukazał się komiks Płaszcz Ajewskiego opowiadający o powstaniu warszawskim.
Pochowany w Panteonie Żołnierzy Polski Walczącej na Cmentarzu Wojskowym na Powązkach (kwatera 18D-L01-4).

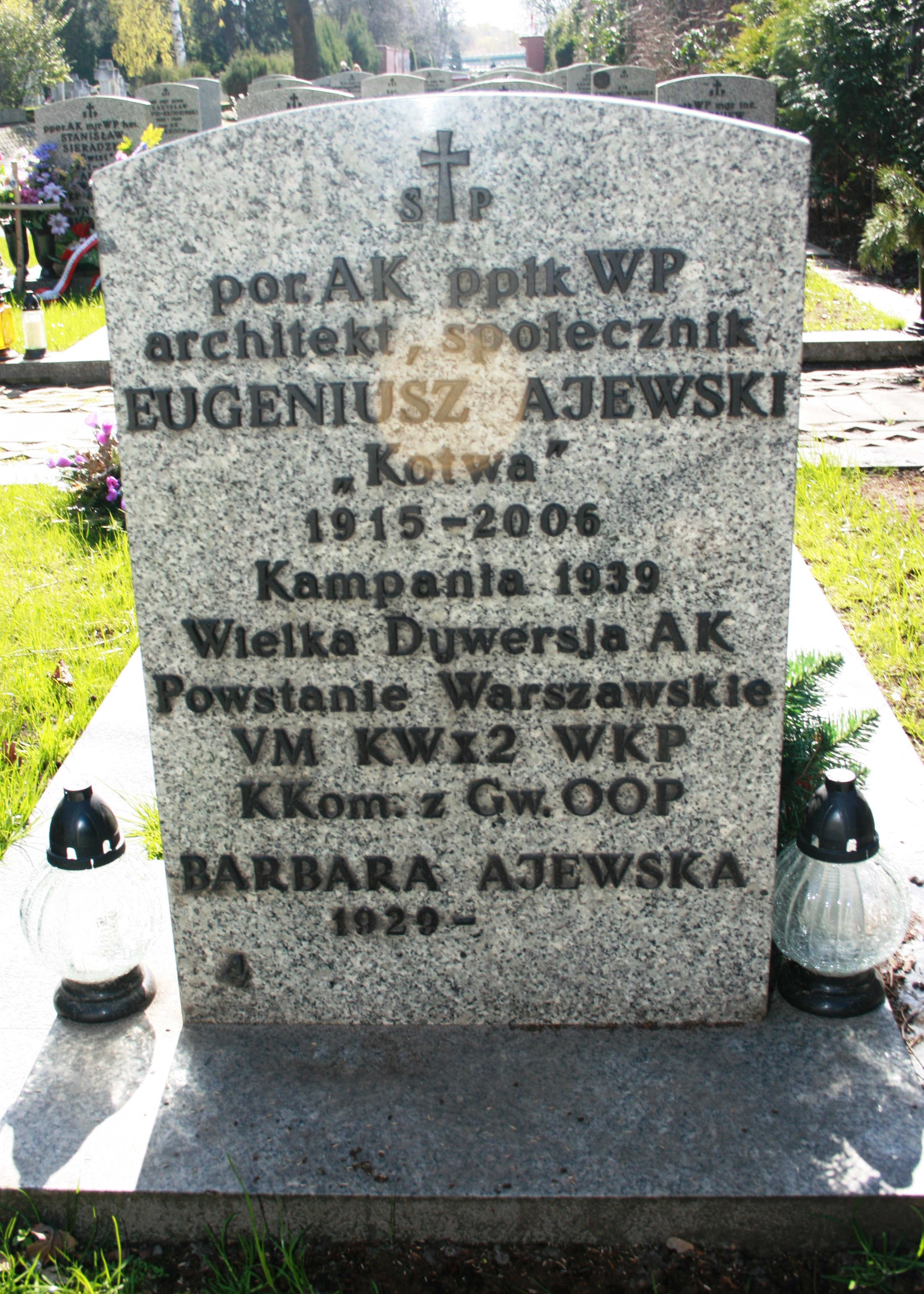
Grób Eugeniusza Ajewskiego na terenie Panteonu Żołnierzy Polski Walczącej na Cmentarzu Wojskowym na Powązkach w Warszawie

## Odznaczenia
- Krzyż Srebrny Orderu Wojennego Virtuti Militari
- Krzyż Komandorski z Gwiazdą Orderu Odrodzenia Polski (pośmiertnie, 2006)[8][9]
- Krzyż Komandorski Orderu Odrodzenia Polski (1997)[10]
- Krzyż Oficerski Orderu Odrodzenia Polski
- Krzyż Kawalerski Orderu Odrodzenia Polski
- Krzyż Walecznych (2-krotnie)
- Krzyż Partyzancki
- Złoty Krzyż Zasługi
- Medal „Za udział w wojnie obronnej 1939”
- Medal za Warszawę 1939–1945
- Medal Zwycięstwa i Wolności 1945
- Krzyż Kampanii Wrześniowej (Londyn)
- Krzyż Armii Krajowej
- Warszawski Krzyż Powstańczy
- Krzyż „Za Zasługi dla ZHP”
- Medal Wojska (4-krotnie)
- Złoty Medal „Opiekun Miejsc Pamięci Narodowej”
- Złota odznaka „Za opiekę nad zabytkami”
- Odznaka „Weteran Walk o Wolność i Niepodległość Ojczyzny”
- Odznaka pamiątkowa Akcji „Burza”
- Odznaka „Zasłużony dla Światowego Związku Żołnierzy AK”
- Złota Syrenka
- Medal 400-lecia stołeczności Warszawy
- Odznaka „Zasłużony Działacz Kultury Fizycznej”
- Odznaka „Zasłużony dla Polskiego Związku Bokserskiego
- Złota Odznaka „Zasłużony dla Budownictwa Społecznego”
- Srebrna Odznaka „Zasłużony dla Budownictwa Społecznego”
- Brązowa Odznaka „Zasłużony dla Budownictwa Społecznego”